# Mary Douglas
Mary Douglas   (Sanremo, 25 de març de 1921 - Londres, 16 de maig de 2007) va ser una antropòloga britànica coneguda pels seus treballs en antropologia social i antropologia religiosa. La seva obra destaca particularment pels seus estudis en l'anàlisi dels fenòmens religiosos de manera comparativa. S'inclou en el marc de pensament de l'antropologia estructuralista. Va fer treball de camp amb els lele del Congo i va exercir de professora al University College of London.

## Biografia
Mary Douglas va néixer el 25 de març del 1921 a Sanremo (Itàlia) i va morir el 16 de maig del 2007 a Londres (Regne Unit), filla de Gilbert Tew, funcionari del Servei Colonial Britànic i, Phyllis. Tot i que va néixer a San Remo, va passar la seva infància a Totnes, Devon (Regne Unit). A l'edat de dotze anys, la seva mare va morir i a partir d’aquell moment els seus avis van tenir cura d’ella. Tant ella com la seva germana van anar a una escola catòlica de Roehampton. Ambdues es van criar en un ambient catòlic.
Mary Douglas va estudiar filosofia, ciència política i ciències econòmiques a Oxford i va ser alumna de Max Gluckman i Meyer Fortes. Es va graduar i va acabar els seus estudis més tard del previst, ja que va haver d’interrompre'ls per treballar en la Colonial Office, una agència governamental creada per tal de gestionar els assumptes colonials i les colònies de l'Imperi Britànic, durant la Segona Guerra Mundial.
Pel que fa als seus estudis antropològics, Mary Douglas ha estat influenciada per les següents persones i successos. Arran de la seva infància catòlica, va mostrar interès pel món de les creences, entre altres temes que van ocupar gran part de la seva vida i obra. A més, quan va estudiar a Oxford va conèixer a l’antropòleg Evans-Pritchard, que la va influir pel que fa a la seva vocació per l'antropologia i la va introduir en el camí africanista, sent el seu mentor teòric i qui la va familiaritzar amb el pensament sociològic francès. Un fet que la va fer endinsar a l’antropologia va ser el seu treball a la Colonial Office durant la Segona Guerra Mundial. Una altra persona que la va influenciar va ser l'etnòleg i assagista Franz Steiner, que la va inspirar el seu interès per les anomalies culturals.
A més d’aquests autors, també va ser influïda per Durkheim, i això es veu reflectit en la seva obra pel caràcter simbòlic i en la seva idea, atribuïda a Durkheim, de situar i comparar en un mateix pla les cultures considerades “primitives” amb les “modernes”. Altrament, cal remarcar que va ser influenciada per Lévi-Strauss, que s’entreveu, sobretot, en la seva obra obra Pureza y peligro, pel seu caire estructuralista, en el qual vincula allò considerat impur amb allò que “està fora de lloc”. Per tant, aquesta autora va ser influïda tant per la tradició britànica com per l'estructuralisme francès.
A partir de l’any 1949 es va poder dedicar a l’antropologia i es va especialitzar en l'etnografia dels grups de l'Àfrica centre-equatorial. Mary Douglas va fer treball de camp entre els Lele, que estaven situats al Congo Belga (el que avui és la República Democràtica del Congo) en dues ocasions, primer entre 1949 i 1951 i, després, el 1953. Després de la seva estada al camp va escriure una etnografia sobre els patrons d’intercanvi matrimonial, encara que també hi reflecteix el vincle entre estructures socials i modes de pensaments. Aquesta monografia s’anomena The Lele of the Kasai i va ser publicada l’any 1963.
A començaments dels anys cinquanta es va casar amb James Douglas amb el qual va tenir tres fills. Ella es va especialitzar en l’antropologia econòmica i els sistemes simbòlics i rituals. Sobre els seus estudis d'antropologia econòmica cal nomenar el seu llibre The World of Goods (1979), escrit juntament amb Baron Isherwood.
Sobre l'estudi de l’àmbit simbòlic de la cultura cal nomenar dues obres. La primera d’elles és Pureza y peligro, publicada l’any 1966, en la que s'entreveu un enfocament estructuralista i en la que es fa un repàs dels conceptes de contaminació i tabú, entre d'altres relacionats amb aquests, a partir de l’anàlisi del Levític. L’altra obra és Símbolos naturales, publicada l’any 1970. Amb aquesta obra va aconseguir reduir els models de pensaments i conducta dels diferents sistemes culturals a un comú denominador i va presentar una hipòtesi seva: l'ansietat sobre la contaminació i el grau de control corporal estan relacionades al grau de rigidesa de les categories socials.
Uns anys més tard, a mitjans dels anys setanta i, a causa del seu reconeixement com a antropòloga, va anar als Estats Unitss, on va ser professora a Nova York durant quatre anys (1977-1981), després a la Universitat de Northwestern i, finalment va passar tres anys a la Universitat de Princeton. En total va exercir com a professora trenta-sis anys: vint-i-cinc anys al Col·legi Universitari de Londres i onze anys als Estats Units. Durant aquesta època va escriure sobre diferents temes: l’anàlisi dels riscos, l'entorn, l'economia de consum i el benestar, el menjar i el ritual.
L’any 1986 va rebre un doctorat honorari de la Facultat d’Humanitats de la Universitat d’Uppsala, Suècia. Més endavant, l’any 1989 es va convertir en membre de l'Acadèmia Britànica. Tres anys més tard, el 1992 es va convertir en Comandant de l’Ordre de l’Imperi Britànic (CBE) i l’any 2006 la Reina d’Anglaterra la va nomenar Dama Comandant de l’Ordre de l'Imperi Britànic (DBE). Finalment va morir l’any 2007 a causa de complicacions associades a un càncer.

## Context de l'obra
La biografia i l’obra de Mary Douglas estan condicionades pel context colonial anglès i, especialment, per les conseqüències de la Primera Guerra Mundial. L’antropòloga va néixer el 1921, pocs anys després que l’Imperi Britànic es distingís com el principal vencedor de la Primera Guerra Mundial. D’aquesta manera s’assolí el període de màxima extensió territorial anglesa, juntament amb un sentiment nacionalista estès arreu de les seves colònies.
Durant la joventut de Mary Douglas es produeix la Segona Guerra Mundial. En els anys posteriors a la guerra, Douglas presenciarà l’inici de la descolonització, amb la independència de l’Índia (1947) i de Birmània (1948), la seva colònia natal, entre d'altres. A partir dels anys 50 es comença a produir la independència de territoris africans com ara Algèria, Kènia o Egipte. Pel que fa als països sud africans, van sorgir nous estats dirigits per minories blanques que van tractar de mantenir un ordre dominant sobre la població negra. Moltes de les conseqüències bèl·liques que van derivar de la independència dels territoris han seguit forjant la història del segle posterior amb la inestabilitat sobirana per la lluita continua del domini territorial. En aquest sentit, el domini colonial va provocar un efecte similar sobre grups no africans, com ara els Yurok de Nord Amèrica, mencionats per Douglas a l’obra Purity and Danger.

Pel que fa al Congo Belga, on va fer la major part del treball de camp amb els lele de Kasai, es va constituir l’any 1908 i va viure un gran creixement econòmic al voltant de l’any 1920, després de la Conferència de Versalles (1919) i la consegüent assimilació territorial de Ruanda i Burundi per part de Bèlgica. La reestructuració geogràfica i territorial va suposar una divisió i unificació de pobles i, sobretot, de cultures. Els límits culturals no concordaven amb les fronteres  i així ho deixa palès Douglas a Purity and Danger, al criticar el model de repartiment de l’Àfrica a la Conferència de Berlín.
“També en aquest cas s’aplicava el marc conceptual rígid i recentment desenvolupat de l’antropologia. El raonament consistia en que, en els territoris sota mandat, hi havia “races”. (...) Es passava per alt que les fronteres entre els grups tribals havien estat difuses durant segles. Les conseqüències de tal negligència demostrarien ser desastroses en la segona meitat del segle xx.” (Van Reybrouck, D. 2014, p. 160, traducció pròpia)
Durant el període d’entreguerres, l’activitat industrial del recentment constituït Congo Belga es va anar intensificant i moltes persones abandonaven els seus poblats per treballar a canvi d’un sou. És així com sorgeixen les primeres ciutats congoleses. La participació de soldats belgues a les tropes enviades a la Primera Guerra Mundial va comportar una nova extensió dels treballs forçosos, fet que va comportar revoltes i vagues durant la dècada del 1940. Mary Douglas va arribar al Congo Belga l’any 1949 i en va haver de marxar pocs mesos més tard a causa del context bèl·lic que patia el territori.
Al gener de 1959, es van produir una sèrie d'escàndols a Leopoldville, en què el poble s'aixecà amb el clam d'independència. El 1961, el Moviment Nacional Congolès va sol·licitar unes eleccions per sufragi universal on es decidiria la independència del territori. Finalment, el 30 de juny de 1960 a Brussel·les, el Congo va aconseguir formalitzar la seva independència. Pocs anys després, fruit de la seva experiència com a antropòloga al Congo Belga, Douglas publica The Lele of the Kasai (1963) i més tard Purity and Danger (1966), on explora les relacions entre brutícia i santedat, impuresa i higiene. Les idees sobre societat i contagi se li acudiren quan va contraure una malaltia contagiosa, probablement el xarampió, i va haver d’estar al llit durant una setmana. Una gran part de la seva obra posterior, que consisteix essencialment en una antropologia comparada dels sistemes simbòlics i religiosos, s’organitzarà a partir de la reflexió basada en les categories de pensament lele.

## Influències teòriques
El paradigma teòric en el qual situem Mary Douglas és el de la proposta teòrica plantejada per Lévi-Strauss: l'estructuralisme. Tot i que l’antropòloga és d’origen britànic, s’inserirà en aquesta escola, que als anys cinquanta i seixanta constituirà el paradigma dominant en el marc de l’antropologia francesa, després de la publicació de l’Anthropologie structurale (1958) del seu principal autor. Encara que en el marc de la disciplina antropològica situem les aportacions estructuralistes després de la Segona Guerra Mundial, per a la història del pensament trobem aportacions de lingüistes estructuralistes molt anteriors. El text Mémoire sur le système primitif des voyelles dans les langues indo-européennes (1878) de Ferdinand de Saussure és el fundador de l'enfocament estructural pel que fa a les ciències anomenades “humanes” (en lingüística). A més, el programa de fonologia, fonamental en la lingüística estructural, serà establert per Troubetzkoy el 1933 i la tesis de Lacan i els seus posteriors escrits començaran a ser publicats a partir del 1936.
A trets generals, el canvi de paradigma que suposa l’antropologia estructuralista respecte del funcionalisme, en paraules de Lévi-Strauss, implica que per tal d’analitzar els fenòmens socials: “L'estructuralista té per tasca identificar i aïllar els nivells de realitat que posseeixen un valor estratègic des del punt de vista en què ell es col·loca, dit d’altra manera, que poden ser representats en forma de models, sigui quina sigui la naturalesa dels últims”. Tot i això, aquest canvi de paradigma no s’aplica de forma molt abrupta, sinó que més aviat es desenvolupa com un contínuum teòric. Això es deu a què el funcionalisme havia generat una gran quantitat de material etnogràfic sense generar un suport teòric que pogués fonamentar les investigacions antropològiques, mancança que la irrupció de l'estructuralisme va ajudar a suplir. Justament, Lévi-Strauss pren com a referent metodològic la lingüística estructural per tal d’analitzar els fenòmens culturals.
El canvi de paradigma a favor de l'antropologia estructuralista a França implica tres canvis bàsics de prioritat en la disciplina. Primerament, l'estudi dels fenòmens conscients queda superat i les estructures inconscients passen a ser objecte d’estudi central. A més, l'anàlisi es basa en la relació dels termes o trets socials, i no en el seu tractament com a entitats independents. En tercer lloc, les lleis generals han d’estar formulades com a relacions invariants necessàries o interculturalment vàlides i no establertes en suposicions arbitràries a l’atzar. A més, Trubetzkoy afegeix a l’aportació teòrica de Lévi-Strauss un quart canvi de prioritat: la demostració de sistemes concrets en termes de casos específics, de manera oposada a la mera teorització abstracta sobre la naturalesa sistemàtica dels fenòmens fonològics.
En el context de l’antropologia britànica a partir dels anys cinquanta, els seus principals autors seran, juntament amb Douglas; Gluckman, Goody i Sahlins, sota la influència del funcionalista Evans-Pritchard. Tot i això, l’antropologia en llengua anglesa seguirà una trajectòria complexa que derivarà en dues tendències principals. D'una banda, seguint la influència de les tendències acadèmiques a l’Europa continental, manifesta una consideració creixent per a la història i el canvi, l'estudi dels conflictes i les dinàmiques socials i d’allò econòmic i polític. D’altra banda, s’emmiralla amb l’antropologia americana d’inspiració boasiana, tot i que sense perdre de vista les propostes estructuralistes i neo-marxistes europees dels anys setanta i vuitanta.
Els nombrosos treballs comparatius de Mary Douglas sobre els sistemes simbòlics posen de manifest una certa continuïtat i, alhora, una certa ruptura amb els preceptes de l'escola britànica d’antropologia. Fidel als ensenyaments durkhemians, no qüestiona la primacia ontològica i explicativa atribuïda al sistema social en relació amb l’activitat simbòlica. Tanmateix, Douglas rebutja la banalitat de les funcions sociològiques freqüentment assignades pels predecessors a les diverses produccions d’aquesta activitat, i veu en la lògica de conjunt que organitza les classificacions a l’interior d’una societat el veritable objecte dels estudis comparats.
Respecte de les aportacions teòriques del concepte tabú en antropologia anteriors a Douglas, són fonamentals les dels autors Tylor i Freud. L’antropòleg evolucionista estudia les relacions de parentiu i estableix correlacions entre les formes de residència postnupcial (matrilocal, patrimatrilocal i patrilocal) i els tabús respecte dels afins (consanguinis de la muller i consanguinis del marit). Posteriorment, a la primera meitat del segle xx, ja serà plenament coneguda l’obra del psicoanalista Freud, concretament l’assaig en què tractarà aquest concepte serà Tòtem i tabú (1913), que tindrà una gran difusió als EUA i influirà de manera decisiva les anàlisis de caràcter psicològic de les teories antropològiques sobre cultura i personalitat.

## Aportacions teòriques
Mary Douglas se situa en el marc teòric de l'estructuralisme, proposat per Lévi-Strauss. El mètode estructuralista intenta reconstruir el sistema simbòlic sobre el qual s’organitza una societat a partir de l’aplicació d’un mètode científic que busca formular lleis i transcendir l’observació empírica. Així doncs, se cerca l'existència d’una estructura de pensament comuna a tots els éssers humans, sense deixar de banda el reconeixement de la diversitat cultural en cada comunitat.
L’àmbit de la disciplina antropològica en el qual realitzarà les seves principals aportacions teòriques és el de l'Antropologia de la religió; és a dir, estudia la creença religiosa com el fet de postular l'existència d’un entorn invisible, potser fins i tot immanent, al mateix nivell que allò visible, que s’articula de manera totalment diferent pel sot fet de la seva no evidència. Concretament, les seves aportacions més importants en aquesta branca de l’Antropologia serà la seva conceptualització dels conceptes “impuresa”, “contaminació” i “tabú”, conceptes que considera fonamentals en la forma com es classifiquen les estructures socials, més enllà de la seva significació en l’àmbit sagrat.
En el marc acadèmic antropològic coetani a la publicació de Purity and Danger, fins llavors els estudis antropològics s’havien centrat exclusivament en la interpretació del que anomenaven “pobles primitius”, en contraposició a les “societats modernes”. Contràriament a això, Douglas aporta i reivindica la necessitat d'aplicar mètodes antropològics que incloguin l'anàlisi de totes les societats humanes de manera comparada, inclosa l'occidental.
Considera que l’acció simbòlica de la neteja, lligada a la noció de “puresa”, està present a totes les societats humanes. Aquestes nocions, però, es vinculen de manera particular a cada societat, fet que genera una gran diversitat de categories i sistemes de representació simbòlica. L’antropòloga planteja l'existència de “sistemes simbòlics” articulats en la realitat social d’acord amb l'existència de prohibicions religioses, les quals tenen correspondències amb l’ordre social d’una comunitat. Considera que aquestes representacions tenen correspondències, en una escala menor, en la noció del cos humà de cada cultura. En aquest sentit, introdueix com les regles dietètiques responen a estructures socials com un sistema de classificació ontològic que afecta el comportament dels individus.
L’antropòloga posa en relleu com el caràcter subjectiu dels individus d’un grup respecte de l’alimentació no és un fet socialment aïllat, sinó que està lligat a la categorització de l’ordre social que estableix la comunitat respecte de les diferències espècies. D'aquesta manera, allò que per a una societat és considerat com a apte per a l'alimentació es correspon no als condicionants materials de la comunitat, ni a la forma en què es cobreixen les seves necessitats de subsistència, sinó a les representacions simbòliques. La manera com una societat classifica les altres espècies del seu entorn determina quins animals són aptes per al consum i quins no. Aquesta teoria donaria una explicació antropològica simbolista a qüestions que han estat una incògnita fonamental en la disciplina, com per exemple el tabú dietètic que prohibeix el consum de la vaca sagrada a l'índia.
Tot i això, aquesta dimensió subjectiva del pensament antropològic respecte de l’àmbit religiós serà criticat pel corrent postestructuralista posterior, ja que es considerarà que la concepció subjectiva del sistema simbòlic suposa una contradicció en si mateixa en considerar el sistema com a “organisme social”. Una altra crítica contundent a aquest supòsit teòric serà la que articularà Marvin Harris a Cows, Pigs, Wars and Witches: The Riddles of Culture. Des del materialisme cultural, l’antropòleg considera que allò determinant en la construcció de la porcofília o la porcofòbia d’una societat es construeix sobre el fet determinant de si la seva cria respon a una bona o una mala adaptació ecològica al medi en el qual es desenvolupa la comunitat. Per tant, la causa general d’aquest fenomen –que, segons Harris, es pot inferir de manera universal a totes les comunitats i les diverses consideracions que reben certs animals i el seu rebuig o acceptació en les regles dietètiques–, s’articula a partir dels condicionants materials del medi en el qual es desenvolupen, fet que condiciona l'existència humana de cada grup.
Cal destacar que la importància de l’obra de Douglas rau, en gran part, en el fet de considerar les estructures socials com a sistemes simbòlics que tenen l’objectiu de garantir l’ordre social. Tot i això, l’antropòloga no deixa de banda el fet constatable de com en totes les societats és fonamental el canvi social, fet al qual intenta donar resposta. L’antropòloga demostra, amb exemples etnogràfics concrets, com les categories de tabú i contaminació tenen un gran potencial de canvi donada la seva naturalesa, que atorga la categoria de marginal aquells elements amb els quals se’ls relaciona. S’observa com aquelles categories que són prohibides en termes religiosos per una societat són aquelles que no s’adeqüen al marc de categorització normatiu i que, per tant, suposen un “perill” per al manteniment d’aquest ordre social. Així doncs, aquells elements que són exclosos de l'estructura de pensament d’una comunitat són, justament, aquells que tenen un potencial de canvi social més notable. Per l’amenaça que suposa la seva mera existència, aquests elements són rebutjats radicalment de la societat, connotats com a “contaminants” o “tabú”.

## Obres principals

### The Lele of the Kasai(1963)
La primera publicació de Douglas, The Lele of the Kasai (1963), se centra en una societat matrilineal a Kasai (ara Kasai-Occidental), els Lele. Aquesta societat matrilineal està marcada per una forta divisió de tasques, normes matrimonials poliàndriques, igualitarisme i autonomia; un món social que era completament diferent del seu i que desafiava els ensenyaments d'Evans-Pritchard. L'antropòloga trenca amb l'enfocament funcionalista amb les seves anàlisis sobre la producció i distribució de la riquesa entre els clans, una descripció detallada de l'organització matrilineal i el paper dels clans aristocràtics en l'estructura de poder, i la importància del matrimoni en les estratègies d'aliança entre els clans i la pràctica i supervisió de la bruixeria. El seu intens treball empíric li va concedir una visió de les pràctiques concretes dels Lele contrària a les teories desenvolupades per les institucions. Durant la seva recerca, estableix la importància de la relació entre l'estructura social i les representacions simbòliques dels valors defensats en la societat.

### Purity and Danger(1966)
En l'obra Purity and Danger, Mary Douglas aporta una nova interpretació dels termes tabú i contaminació, nocions clau en l’àmbit de l'antropologia de la religió amb una important vinculació en l'estudi de la teoria social. Aquestes categories són teoritzades a partir de la seva eficàcia simbòlica i suposen una aportació clau per a l'estudi dels sistemes simbòlics en la lectura estructuralista de la diversitat cultural. En aquest sentit, trobem molt interessant com l’autora ens proposa reflexionar sobre un tema tan quotidià com és la neteja i la brutícia, amb l’objectiu de desenvolupar una tesi que posa en qüestió les formes de control i les estructures d’una societat, i així mateix com aquests dos termes són entesos com a elements rellevants per comprendre el funcionament d’una societat. Seguint aquesta línia, Douglas traça els significats i les implicacions de temes com la neteja, el tabú, la contaminació i la puresa, no sols partint d’una societat en concret, sinó aplicant una anàlisi comparativa entre diferents societats a fi de reforçar i enriquir la seva defensa. Seguint aquesta línia, transcendeix les cultures “primitives” que estudiaven tradicionalment els antropòlegs, i situa al mateix pla de comparació les diferents cultures, negant la tendència a establir una frontera entre les societats tradicionals i modernes.
El capítol The Abomination of Leviticus ha estat el més destacat de l'obra i, alhora, el més criticat. En el prefaci escrit per la mateixa autora a l'edició de l’any 2002, Douglas admet que va cometre un error molt greu en intentar argumentar el motiu pel qual el porc, entre altres animals, és un ésser prohibit en el Levític. Un dels errors principals d’argumentació va ser assumir que les espècies prohibides havien de ser obligatòriament anòmales i basar bona part de la seva investigació en descobrir-ne les anomalies. Descobrir les anomalies d’alguna cosa implica primer definir quines són les característiques que delimiten el fet de formar part del grup, de la “normalitat”, i és en aquest primer pas argumentatiu que cauen en biaixos analítics, ja que de la mateixa manera que la similitud, la diferència es pot establir entre qualsevol comparació d’éssers o idees. D’altra banda, Douglas assumeix que els éssers prohibits en el Levític són éssers considerats abominables. Aquesta assumpció implica una contradicció, ja que en principi, tots els éssers creats per Déu tenen una raó de ser i no són nocius per se per l’home. Així, cal plantejar-se si la prohibició d’animals com ara el camell, el conill, la llebre o el porc, és perquè són considerats impurs o perquè és considerat impur, indigne o inhumà matar-los.

### Natural Symbols (1970)
Natural symbols és un llibre que consta d’uns agraïments, una introducció, deu capítols i la bibliografia i que amb un total de dues-centes nou pàgines i, a partir de diferents casos etnogràfics elabora un esquema de quatre tipus de societats associades a quatre cosmologies on depenent del tipus de control de grup/quadrícula divergeixen en el coneixement del jo, en la concepció del cos o tendeixen a les conductes anti-ritualistes i mil·lenaristes.
L’antropòloga britànica en el primer capítol de l’obra, anomenat “El rechazo ritual” afirma que un dels problemes més greus del nostre temps és la falta d’adhesió a uns símbols comuns i intenta esbrinar la raó i comprendre perquè hi ha una tendència a rebutjar els rituals, a l’anti-ritualisme, estudiant aquest fenomen i el ritualisme. L’autora exposa que per esbrinar la causa del anti-ritualisme s’ha de relacionar aquest amb, el que ella anomena, uns determinants socials (forma de subsistència, relació amb la comunitat…) que estan subjectes a la interpretació i percepció dels símbols, és a dir, que el canvi de condicions socials acompanya a la interpretació i percepció dels símbols. I, a partir d’això, considera que el ritualisme està més desenvolupat allà on l’acció simbòlica es considera més eficaç.
En el segon capítol, “Hacia una experiencia interna”, l’autora es proposa a comparar l’anti-ritualisme en un context secular amb l’anti-ritualisme en un context religiós, arribant a la conclusió, mitjançant l’aplicació de la teoria lingüística de Bernstein (en la qual, per una banda, distingeix dues categories bàsiques de la parla, una que reforça l’ordre social i una altra que fa explícita les percepcions individuals de cadascú i, per l’altra, dos tipus de codis lingüístics que corresponen a dos tipus de control familiar) a l’anàlisi ritual, que la causa de l’anti-ritualisme de la classe mitjana europea i americana d’avui pot estar relacionada amb el procés de socialització.
En el tercer capítol, “El irlandés de las marismas”, l’autora analitza el ritual de l'abstinència de carn del divendres dels irlandesos dels merismes, afirmant, que com a ritual té un significat i una funció simbòlica, ja que les normes dietètiques s’han d’interpretar com un conjunt d’estructures simbòliques. En aquest, l’abstinència de carn representa, segons Douglas, un símbol de solidaritat i d'adhesió a la pròpia cultura.
En el quart capítol, “Cuadrícula y grupo”, Douglas afirma que el ritual s’utilitza per transmetre informació i mantenir una forma social determinada. Per tant, en una societat on la coherència social no sigui un valor amb molta importància, hi haurà una absència de ritualitat, ja que, aquesta, segons l’autora serveix per crear solidaritat. Així doncs, l’autora es veu en la necessitat de trobar un mitjà per comparar el valor que se li atorga als diferents grups a l’organització i al control social a partir de l'estudi i comparació dels aspectes i sistemes de control de la cosmologia, partint dels estudis de Bernstein. Aquesta necessitat queda satisfeta a partir de la formulació de la quadrícula en la qual es representa la gradualitat de la pressió que el grup exerceix sobre l’individu i, la tendència cap al control de la persona.
Mary Douglas s'atura a estudiar el cos i el control al qual se li sotmet a les "societats denses". Segons Douglas, influida en l’obra per autors com Lévi Strauss, Durkheim, Mauss i el lingüista Bernstein, entre d'altres, el cos humà, és el mirall de la societat, de manera que és lògic que una societat que controla molt als seus membres, també controli els cossos d'aquests.
En el cinquè capítol, “Los dos cuerpos”, l’autora fa distinció del que anomena ‘‘els dos cossos’’, que s’interrelacionen i ofereixen una perspectiva estructural i simbolista: el cos social, que condiciona la manera en què es percep l’altre cos, el cos físic. El cos social és compartit per un gran conjunt de persones que estan d’acord amb controlar els cossos físics per preservar la normalitat i naturalitat construïda del seu propi món, d’aquesta forma la interacció entre tots dos cossos limita l'expressió del subjecte mitjançant normes i classificacions simbòliques que acaben sent apreheses com a naturals i lògiques. Douglas busca trobar les conductes i actituds culturals respecte a la cura i l'expressió del cos de cada societat. D'aquí que, per exemple, en la nostra societat hi hagi un ferri control sobre el somni, l’alimentació, l'exercici, la teràpia, per mitjà de rigoroses normes d'etiqueta.
En el sisè capítol, “Ejemplos casuísticos”, Douglas parla de les fortes imposicions que reben els cossos, especialment el de les dones. Expressa que, dona i home, serf i senyor són conceptes oposats, sent les dones i els serfs els que se situen en els cultes perifèrics o marginals i els homes i senyors els que ocupen posicions centrals de poder. Se segueix parlant de les fortes limitacions i obligacions que recauen en els cossos de les dones i argumenta que en aquelles cultures on les dones apareixen constretes per rígides divisions en els rols de gènere tendeixen a albergar formes no institucionals per a canalitzar el descontentament, en aquest cas, la protesta en contra del fort control dels homes, es fa visible mitjançant l’abandonament corporal.
L'autora en el següent capítol, “El problema del mal” es dedica a examinar aquelles societats petites i tancades, concretament compara els diferents graus de control de dues tribus nilòtiques; la dels nuer i la dels dinka. Es troba que en aquests pobles d'Àfrica, utilitzen les calamitats i desgràcies personals per a mantenir l'ordre moral. La bruixeria, llavors, tal com expressa l’autora, és l’instrument de control per mitjà del qual poden explicar-se totes les desgràcies i poden identificar-se als individus que manifesten una conducta desviada.
En el vuitè capítol, “Normas impersonales”, Douglas diferencia entre les societats reduïdes i tancades on la bruixeria dicotomitza l'experiència entre allò bo i allò malvat i les societats obertes on l'experiència queda classificada a través de condicions competitives i de desigualtat social. Aleshores l’autora fa un esquema taxonòmic on diferencia quatre cosmologies diferents segons el tipus de societat: societat de quadrícula i grup fort (cosmos considerat just, regulador i complex), societat de grup reduït (importància de l'enfrontament entre forces del bé i el mal i de la bruixeria), societat de quadrícula forta basada en la competició entre líders (cosmologia de l’èxit) i les societats on les masses estan sotmeses a normes impersonals (cosmologia pragmàtica, materialista i realista amb tendència al mil·lenarisme).
En el novè capítol, “El control de los símbolos”, l’autora es proposa descobrir l’implícit en les diferents cosmologies estudiant la relació entre el jo i la societat i exposa com els mitjans d’expressió i les cosmologies restringeixen el coneixement del jo. Les variacions que observa en les diferents societats les atribueix al control del grup – amb menys control el jo queda lliure de qualsevol imposició social, amb més control el jo queda envoltat de contextos morals – i en el tipus de quadrícula –si és forta hi ha una afirmació del valor de les coses materials, si és dèbil hi ha una afirmació dels valors espirituals –. Aquest esquema l’utilitza per entendre el rebuig social de la ritualitat en les diverses societats i assevera que l’anti-ritualisme és la llengua de la rebel·lió i el relaciona amb els sistemes de quadrícula forta. L’autora també fa una crítica als moviments anti-ritualistes i mil·lenaris contemporanis perquè es mostren a través de símbols inarticulats i indiferenciats i rauen en processos estèrils.
En el desè i últim capítol, “Fuera de la caverna”, l’autora fa un símil entre el mite de la caverna de Plató amb els codis lingüístics predeterminats per l'estructura social, ja que aquests limiten el lliure exercici. Aleshores fa referència als codis elaborat i restrictiu de Bernstein i relaciona les diferents maneres de comprendre el cos amb aquests darrers i amb la classificació de les societats citada en el capítol 8. A més, l’autora també relaciona la concepció del cos amb les dicotomies matèria/esperit o cos/ment o societat/individu –prioritzar l'esperit a la matèria suposa defensar les llibertats de l’individu, defensar la unió d’aquests implica acceptar que l’individu està subordinat per naturalesa a la societat. Per acabar Douglas diu que potser resulta difícil demostrar la seva tesi per la seva complexitat, exposa que l’anti-ritualisme contemporani consisteix en l’adopció d’un conjunt de símbols naturals en lloc d’un altre i detalla com s’ha de jutjar qualsevol situació social.

## Obres publicades[1]
- Peoples of the Lake Nyasa Region (1950)
- The Lele of Kasai (1963)
- Purity and Danger (1966)
- Natural Symbols (1970)
- Risk Acceptability According to the Social Sciences (1985)
- Risk and Blame (1992)
- Thought Styles (1996)
- Leviticus as Literature (1999)
- Constructive Drinking: Perspectives on Drink from Anthropology (2002)
- Jacob's Tears: The Priestly Work of Reconciliation (2004)
- Thinking in Circles (2007)